# 愛光女子学園
愛光女子学園（あいこうじょしがくえん）は、東京都狛江市に所在する東京矯正管区所属の女子少年院である。

## 概要
関東甲信越地方と静岡に位置する家庭裁判所において、少年院送致と決定を受けた小学生を除く12歳以上23歳未満の女子少年を収容する。
かつてこの地にあった「娘の家」という少年保護団体による施設を転用して開設された少年院で、開所当時は日本初の女子初等・中等少年院であった。また、開所当時は武蔵野女子学園という名称だったが、武蔵野女子学院という西東京市に位置した学校と名称が酷似していたため、開所3か月後に現在の名称となった。

## 特色
- 比較的処遇期間の短いものが収容されている。
- 覚せい剤など薬物関係で収容される少女が多い。
- 問題群別のグループワークが行われている。